# Concert per a piano núm. 21 (Mozart)
El Concert per a piano núm. 21, en do major, K. 467, és una composició musical per a piano i orquestra escrita per Wolfgang Amadeus Mozart. Va ser acabat el 9 de març de 1785 i executat l'endemà al Teatre de la Cort de Viena amb el mateix autor com a solista, quatre setmanes més tard que l'anterior concert.
L'11 de febrer de 1785, Leopold Mozart arriba a Viena i té ocasió de veure com viu un músic, el seu fill, que, al contrari del que és habitual a l'època, no està al servei de cap amo. Precisament en els mesos de febrer i març estrenarà Mozart dos concerts de piano, els números 20 i 21 (K 466 i 467).
El segon és conegut sobretot pel seu moviment lent, èxtasi que es prolonga en una llarga melodia amb la corda en sordina, emmarcat per una brillant marxa i per un final de caràcter jocós. És un dels concerts més feliços i positius de tots els va compondre Mozart, encara que en el seu elegíac i famosíssim andante central, utilitzat freqüentment en el cinema i que Messiaen considerava com un «dels més bells fragments de la història de la música», l'obra cobra aires més dramàtics, que desapareixen en l'animat i rialler allegro vivace assai que tan brillantment tanca aquest concert.

## Moviments
Està estructurat en tres moviments:
1. Allegro maestoso
2. Andante
3. Allegro vivace assai

### Allegro maestoso
| Concert per a piano núm. 21, en do major, K. 467 2. Adante |
|                                                            |
|                                                            |
|                                                            |

El primer moviment s'inicia de manera tranquil·la amb una alegre marxa a les cordes baixes que és resposta per les cordes altes i els vents-fusta. De seguida un alegre rampell es barreja amb el tema principal. El piano fa una entrada tranquil·la amb una configuració en forma d'escala (compàs 74) que desemboca en una curta cadenza (compàs 79) que acaba en un refilet abans que tota l'orquestra repeteixi el tema principal. El piano elabora una mica més abans d'afegir una altra idea en sol major, que és precedida per un passatge a l'estranya escala de sol menor (compàs 109). El tema principal es presenta en sol major, i passa per escales per part del solista mentre els vents-fusta interpreten una figura melancòlica. Això aviat transita al tranquil inici i una reexposició a la tonalitat principal de la idea presentada anteriorment en sol major. Aviat, el tutti porta el moviment a una cadenza abans que l'orquestra conclogui amb la secció final de l'inici, lleugerament modificat per acabar en una nota tranquil però diferent.

### Andante
L'andante s'inicia amb una figuració de tercet en el baix suportant una melodia lànguida. Després d'una exposició reposada de l'orquestra, el solista reprèn el tercet i comparteix la melodia amb el conjunt. Hi ha breus moments de "tristesa", però en general el to del moviment és brillant i calm.
Aquest segon moviment va ser inclòs en la banda sonora de la pel·lícula sueca Elvira Madigan (1967). El nom de la pel·lícula ha estat usat sovint com a sobrenom per a aquest concert.

### Allegro vivace assai
El rondó final s'inicia amb l'orquestra presentant un alegre i "saltador" tema. Després d'una breu cadenza, el piano s'uneix i elabora una mica més els temes. En aparença l'estil és de pregunta-resposta, amb un intercanvi fluid de rols per part del piano i el conjunt. El solista fa servir les escales i els arpegis per adornar els temes i una curta cadenza que transita a un tema principal. El tema principal es presenta una vegada més, portant el moviment en sentit ascendent que acaba en una nota triomfant.